# Leprechaun – Der Killerkobold
Leprechaun – Der Killerkobold ist ein US-amerikanischer Horrorfilm aus dem Jahre 1993. Die Hauptrollen spielen Warwick Davis und Jennifer Aniston, die in dem Film ihre erste Kinohauptrolle hatte.

## Inhalt
Am 10. Januar 1983 kehrt Daniel O’Grady aus Irland zurück und erzählt seiner Frau voller Freude, dass er es geschafft habe, einen Leprechaun zu fangen, und ihnen somit ein Topf Gold zugesprochen werde, den er schnell verstecken will. Seine Frau geht in den Keller, wo es der Leprechaun schafft, sich aus der Kiste zu befreien, und die Frau die Kellertreppe hinunterstößt. O’Grady entdeckt kurz darauf auch, dass der Leprechaun sich befreien konnte, schafft es jedoch, ihn erneut in die Kiste zu bringen und mit einem vierblättrigen Kleeblatt darin gefangenzuhalten.
Zehn Jahre später zieht J. D. Redding mit seiner Tochter Tory in das Haus der O’Gradys. Dort treffen sie auf Nathan Murphy, seinen kleinen Bruder Alex und den geistig zurückgebliebenen Ozzie, die damit beauftragt werden, das Haus neu zu streichen. Während Ozzie sich im Keller umsieht, hört er den Leprechaun um Hilfe schreien, der seine Stimme zu der eines Kindes verstellt. Ozzie streicht über die Kiste und wischt damit das vierblättrige Kleeblatt von der Kiste, wodurch der Leprechaun aus der Kiste ausbrechen kann.
Ozzie erzählt den anderen, was er gerade gesehen hat und dass ein Leprechaun im Keller war, doch sie glauben ihm nicht, woraufhin er einen Regenbogen entdeckt und diesem folgt, im Glauben, an dessen Ende einen Topf Gold zu finden. Alex folgt ihm, aus Angst, dass sich Ozzie verletzen könnte. Die beiden kommen an einen alten Truck, wo sie tatsächlich einen Beutel voller Goldmünzen entdecken. Als Ozzie darauf beißt, um zu schauen, ob es echtes Geld ist, verschluckt er eine Münze.
Der Leprechaun verletzt währenddessen J. D., indem er eine Katze imitiert und ihm in die Hand beißt. Tory und die anderen bringen J. D. daraufhin ins Krankenhaus, nicht wissend, dass der Leprechaun ihnen auf einem Dreirad folgt. Alex und Ozzie gehen in ein Pfandleihhaus, um den Wert des Goldes schätzen zu lassen, während Nathan und Tory auf die Ergebnisse der Untersuchung warten. Als Alex und Ozzie das Pfandleihhaus verlassen, tötet der Leprechaun den Ladenbesitzer, indem er einen Springstock in dessen Brust rammt. Auf dem Weg zurück zum Farmhaus bringt der Leprechaun noch einen Polizisten um. Im Haus angekommen sucht er nach seinem Gold und putzt sämtliche Schuhe im Haus. Tory, Nathan, Alex und Ozzie kehren indessen ebenfalls zurück zum Haus und stellen fest, dass dieses durchsucht wurde. Nathan will sich draußen umsehen und läuft in eine Bärenfalle, die der Leprechaun aufgebaut hat.
Die Gruppe schießt mehrmals auf den Leprechaun und versucht, das Farmhaus zu verlassen, doch der Truck hat einen Motorschaden und wird kurz darauf mit der Gruppe darin vom Leprechaun mit einer Art Kart von der Straße gestoßen. Wieder im Haus offenbaren Ozzie und Alex, dass sie den Topf Gold gefunden haben. Tory geht los, um dem Leprechaun diesen auszuhändigen. Als sie den Topf aus den Brunnen fischt und dem Leprechaun gibt, glaubt die Gruppe, dass der Terror vorbei ist, doch der Leprechaun zählt seine Münzen und bemerkt, dass eine fehlt. Er glaubt, dass sie ihn hereinlegen wollten, und beginnt erneut die Jagd. Um sich einen Vorsprung auf der Flucht vor dem wahnsinnigen Geschöpf zu verschaffen, machen sich die Jugendlichen eine Zwangsstörung des Leprechaun zunutze: Sobald man ihm einen Haufen schmutziger Schuhe vor die Füße wirft, muss der Kobold diese unweigerlich mit einem Tuch polieren, gemäß seiner Profession. Ozzie erzählt der Gruppe, dass der alte O’Grady weiß, wie man den Leprechaun besiegen kann, und sagt Tory, wo sie ihn finden kann.
Tory erreicht das Pflegeheim, wo sie O’Grady findet. Als sie ihn anspricht, muss sie jedoch feststellen, dass es sich dabei um den Leprechaun handelt. Tory flieht in den Fahrstuhl, wo plötzlich der blutüberstöhmte O’Grady von der Decke fällt. Er erzählt Tory im Sterben von dem vierblättrigen Kleeblatt und wo sie eines finden kann. Tory kehrt zum Haus zurück und beginnt direkt nach einem Kleeblatt zu suchen, bis sie vom Leprechaun überrascht wird. Er tötet sie beinahe, doch er wird von Nathan und Ozzie aufgehalten. Alex versucht, ihm eine Falle zu stellen, und wird selbst fast vom Leprechaun getötet, ehe Ozzie diesem erzählt, dass er die fehlende Münze verschluckt hat, und deshalb vom Leprechaun verletzt wird. Bevor er Ozzie töten kann, bekommt Alex von Tory ein vierblättriges Kleeblatt, wickelt es um einen benutzten Kaugummi und schießt diesen dem Leprechaun in den Mund, wodurch dieser all seine Kraft verliert. 
Die Polizei erreicht das Haus schließlich, und Tory wird mit ihrem Vater wiedervereint.

## Veröffentlichung
Leprechaun startete in den USA in 620 Kinos und spielte an seinem Startwochenende fast 2,5 Mio. Dollar ein. Die Gesamteinnahmen in den USA betrugen ca. 8,5 Mio. US-Dollar, bei einem Budget von 900.000 US-Dollar.

## Kritiken
Der Film erhielt überwiegend negative Kritiken.

„Das handwerkliche Geschick des Regisseurs, die gelungene Maske des quirligen Kobolds und die sorgsam orchestrierte Musik können nicht über das mangelnde dramaturgische Konzept des in einigen Szenen zu brutalen Gruselfilms hinwegtäuschen.“

## Fortsetzungen
Der Film zog zahlreiche Fortsetzungen nach sich, in denen einzig Warwick Davis als durchgehender Hauptdarsteller erhalten blieb. Die erste Fortsetzung, Leprechaun 2, ignorierte die Handlung und den Tod des Leprechauns im ersten Teil. Sie startete 1994 unter Regie von Rodman Flender in den amerikanischen Kinos und erhielt ebenfalls überwiegend negative Kritiken. 1995 erschien mit Leprechaun 3 – Tödliches Spiel in Las Vegas der dritte Teil direkt auf Video, 1997 erhielt der vierte Teil Leprechaun 4: In Space ebenfalls eine Veröffentlichung auf Video. In Deutschland erschien der Film unter dem Titel Space Platoon. Regie führte hier erneut Brian Trenchard-Smith, der auch für den dritten Teil der Reihe verantwortlich war. 2000 und 2003 folgten noch die Teile Leprechaun 5 – In the Hood und Leprechaun 6 – Back 2 the Hood ebenfalls direkt auf Video. 
Im März 2012 gaben Lionsgate und WWE Studios bekannt, gemeinsam an einer Neuauflage der Filmreihe zu arbeiten. Die Hauptrolle übernahm der kleinwüchsige Wrestler Dylan Mark Postl. Leprechaun: Origins stellt somit den ersten Teil der Reihe ohne Warwick Davis dar. Der Film kam im August 2014 in nur wenige amerikanische Kinos und wurde zudem als Video-on-Demand angeboten.
2018 wurde Leprechaun Returns veröffentlicht, der sich als Fortsetzung des ersten Teils versteht. Warwick Davis war hieran allerdings nicht beteiligt.